# 茶々丸パニック
『茶々丸パニック』（ちゃちゃまるパニック）は、1991年4月19日に日本のヒューマンから発売されたゲームボーイ用固定画面アクションゲーム。
主人公の「茶々丸」を操作し、氷の島に配置された呪いの石版を海に落とす事を目的としている。「茶々丸」という名前は、当時のヒューマンの広報担当者に由来する。通信ケーブル使用により最大4人までの多人数プレイが可能。
開発はT.S.Mが行い、プロデューサーは後にPCエンジンSUPER CD-ROM2用ソフト『ファージアスの邪皇帝』（1992年）にてシナリオを手掛けた矢野了也、プログラムはPCエンジン用ソフト『ファイヤープロレスリング2nd BOUT』（1991年）を手掛けた手島照之が担当している。

## ゲーム内容
茶々丸を操作し、氷の島に配置された呪いの石版を海に落とすアクションゲーム。茶々丸の行動は体当たりのみ。氷の上を移動するほどスピードが増していき、一定以上のスピードで体当たりした時に石版は倒れる。
石版は白・灰・黒の3色が存在し、白は1回、灰は3回の体当たりで倒れるが、黒は倒すことができない。また灰の石版が倒れる時は、ランダムにそれ以外の3枚の石版が倒れる。石版以外に氷柱と岩が置かれることがあり、氷柱は2回の体当たりで倒れるが、岩は黒の石版同様倒すことができない。
ステージによっては敵キャラクターとして、カーリン君（カーリングのように氷上を磨き、滑る方向を変える）、マグニコちゃん（磁石に引きつけられる金属のように、茶々丸を引きつける）などが登場する。
1人プレイでは、魔王を倒すことが目的となり、全30ステージ。ステージごとに配置された白と灰の石版を全て倒せばステージクリアとなる。また、カーリン君を操作して茶々丸を目的のポイントで止めるミニゲームが、5ステージごとに発生する。
多人数プレイでは、それぞれが個々の島に分かれ、自分が倒した石版が他のプレイヤーの島にランダムに発生する対戦ゲームとなる。タイムアップ時点、誰かの石版が初期の2倍となった時点あるいは誰かが全ての石版を倒した時点での石版の数で順位が決まる。

## スタッフ
- 企画：FULFUL
- プロデューサー：矢野了也
- プログラマー：おもてみえこ、M.IMAFUKU、手島照之
- プログラム・アドバイザー：うめざわしん
- グラフィック・デザイナー：かたおかやすゆき、H.ITOH
- グラフィック・アドバイザー：K.IIDA
- スペシャル・サンクス：茶々丸、Y.SAITOH

## 評価
ゲーム誌『ファミコン通信』の「クロスレビュー」では合計21点、『ファミリーコンピュータMagazine』の読者投票による「ゲーム通信簿」での評価は以下の通り、18.2点（満30点）となっている。
| 項目 | キャラクタ | 音楽 | お買い得度 | 操作性 | 熱中度 | オリジナリティ | 総合 |
| 得点 | 3.2        | 2.8  | 3.1        | 2.9    | 3.1    | 3.2            | 18.2 |